# Karl Heusch
Karl Maria Martin Heusch (* 6. Juli 1894 in Aachen; † 5. Februar 1986 ebenda) war ein deutscher Urologe und Gründer von mehreren urologischen Abteilungen.

## Leben und Wirken
Karl Heusch stammte aus dem Aachener Zweig der Familie Heusch und war ein Verwandter des Aachener Oberbürgermeisters Hermann Heusch. Er war der Sohn des Kaufmanns Karl Heusch (1863–1923) und der Barbara, geborene Appelrath (1861–1940).
Nach dem Besuch des Aachener Realgymnasiums begann Karl Heusch sein Studium der Medizin in Berlin, unterbrach dieses 1914, um als Freiwilliger für das Deutsche Heer in den Ersten Weltkrieg zu ziehen. Hierbei nahm er unter anderem als Mitglied eines Spezialkommandos am Kriegsgeschehen im Osmanischen Reich teil und war der Osmanischen Armee unterstellt. 1917 kehrte Heusch als königlich-osmanischer Sanitätsleutnant nach Deutschland zurück und nahm 1919 an der Universität Bonn sein Medizinstudium wieder auf. 1921 promovierte er in Köln mit der Dissertation „Die Bedingungen der kindlichen Polyrusstenose“ und wurde anschließend als Assistenzarzt an den Städtischen Krankenanstalten in Aachen übernommen. Im Jahr 1922 wechselte Heusch zu Otto Hildebrand und später zu Ferdinand Sauerbruch an die 1. Chirurgische Klinik der Charité in Berlin, von wo aus er 1925 als Oberarzt in die Urologische Abteilung zu Otto Ringleb versetzt wurde.
Bereits 1930 entwickelte Heusch erhebliche Sympathien für den Nationalsozialismus und trat zunächst dem Nationalsozialistischen Deutschen Ärztebund bei, wo er Mitarbeiter des späteren Reichsgesundheitsführers Leonardo Conti wurde. Zum 1. Mai 1933 trat er der NSDAP bei (Mitgliedsnummer 2.865.995) und wurde im selben Jahr Förderndes Mitglied der SS. Im gleichen Jahr wurde Heusch durch Vermittlung Contis zum dirigierenden Arzt an der von diesem neu eingerichteten urologischen Abteilung am Rudolf-Virchow-Krankenhaus berufen. Einer seiner dortigen Oberärzte war der spätere Nobelpreisträger Werner Forßmann. Heusch profitierte dabei von der Tatsache, dass die Nazis die Mediziner Leopold Casper, Alexander von Lichtenberg und Paul Rosenstein vertrieben hatten. Darüber hinaus wurde Heusch als diensttuender Arzt bei Staatsempfängen im Stab von Hermann Göring sowie als Sportarzt bei den Olympischen Sommerspielen 1936 und nebenberuflich als Theaterarzt aller Staatstheater von Berlin bestellt.
Von 1934 bis 1938 war Heusch zudem als Dozent an der „Städtischen Akademie für ärztliche Fortbildungen“ tätig und dort zuständig für internationale Urologie-Kurse. 1935 wurde er zum Schriftführer der „Gesellschaft Reichsdeutscher Urologen“ sowie 1937 zum stellvertretenden Vorsitzenden der „Berliner Urologischen Gesellschaft“ ernannt. Darüber hinaus arbeitete er im Auftrag des Hauptamtes für Volksgesundheit der NSDAP unter anderem mit bei der Umsetzung der Zwangssterilisierungen nach dem Gesetz zur Verhütung erbkranken Nachwuchses. Zudem fungierte er als Gutachter am Berliner Erbgesundheitsobergericht. Für seine bisherigen Verdienste wurde Heusch daraufhin mit der Medaille für deutsche Volkspflege ausgezeichnet.
Mit Beginn des Zweiten Weltkrieges wurde Heusch als Chirurg und Stabsarzt eines Feldlazaretts in die Wehrmacht einberufen und in Frankreich eingesetzt. Nach dem Ende des Westfeldzuges konnte er wieder nach Berlin zurückkehren, wo er seinen Dienst in seiner Abteilung am Virchow-Krankenhaus wieder aufnahm und ab 1941 Mitherausgeber der „Zeitschrift für Urologie“ wurde. Im Jahr 1942 habilitierte sich Heusch als erster Arzt deutschlandweit im Fach Urologie bei Otto Ringleb an der Berliner Friedrich-Wilhelms-Universität mit der Habilitationsschrift: „Klinische Beiträge zum Krebs der Harnblase“ und nahm anschließend dort eine Dozentenstelle an. Wissenschaftlich beschäftigte sich Heusch vor allem mit der Nierenfistel, der Nierentuberkulose und den Blasengeschwülsten.
Nach erheblichen kriegsbedingten Zerstörungen durch einen Luftangriff im Jahr 1943 wurde die urologische Abteilung des Virchow-Krankenhauses auf Initiative von Heusch nach Karlsbad ausgelagert und dort provisorisch neu ausgestattet, weil das gesamte Inventar verloren gegangen war. Bereits wenige Monate später kehrte Heusch wieder nach Berlin zurück, wo er zunächst mit der Einrichtung einer Ausweichklinik begann. 1944 wurde er auf Empfehlung Ernst Hermann Himmlers in Berlin zum SS-Sturmbannführer befördert.
Nach dem Krieg praktizierte Heusch ab Oktober 1945 zunächst als Arzt in Berlin und beteiligte sich ab Februar 1946 am Aufbau einer neuen urologischen Abteilung am Siemens Krankenhaus Jungfernstieg. Nachdem er ein Jahr später Berlin aus politischen Gründen verlassen musste, kehrte Heusch in seine Heimatstadt Aachen zurück. Dort wurde er vom damaligen Oberstadtdirektor Albert Servais und dem amtierenden Amtsarzt beauftragt, an den Städtischen Krankenanstalten Aachen eine neue urologische Abteilung aufzubauen. 1947 erfolgte seine Beförderung zum Chefarzt dieser Abteilung. In Aachen wirkte Heusch bis zu seiner Emeritierung im Jahr 1963 und wurde zwischenzeitlich zum Professor h. c. des urologischen Lehrstuhls an der Universität Madrid ernannt. Nach seiner Emeritierung wurde ihm am 22. Januar 1964 nachträglich der offizielle Professorentitel durch den Kultusminister der Landesregierung von Nordrhein-Westfalen, Paul Mikat, verliehen.
Darüber hinaus wurde Heusch in den Jahren 1951 und 1953 zum Präsidenten der Deutschen Gesellschaft für Urologie gewählt und später zum Ehrenmitglied dieser Gesellschaft sowie des Berufsverbandes der Deutschen Urologen ernannt. 1953 leitete Heusch in Aachen den 15. Kongress der Deutschen Gesellschaft für Urologie, in dessen Verlauf unter anderen Tagungspunkten der von Alexander von Lichtenberg im Jahr 1928 gestiftete Maximilian-Nitze-Preis für urologische Forschungen neu etabliert sowie die Gründung des Berufsverbandes Deutscher Urologen angestrebt wurde, die ein Jahr später in Bad Wildungen in Kraft trat.
Seit seiner Rückkehr nach Aachen wurde Heusch, wie bereits ein Großteil seiner Familie, Mitglied im Club Aachener Casino. Heusch war seit 1923 verheiratet mit Margarethe Nagel (* 1900), Tochter des Kaufmanns Hermann Nagel. Er fand seine letzte Ruhestätte in der Grabstätte Nagel auf dem Aachener Westfriedhof.

## Schriften (Auswahl)
- Die Bedingungen der kindlichen Polyrusstenose, Dissertation Bonn, Zeitschrift für Kinderheilkunde Nr. 31, Köln 1921
- Urologie und Volksgesundheit, in: Zeitschrift für Urologie Nr. 30, 1936, S. 823–832
- Klinische Beiträge zum Krebs der Harnblase, Habilitationsschrift, Leipzig, 1942
- Zeittafel zur Geschichte der Deutschen Gesellschaft für Urologie, in Zeitschrift für Urologie Nr. 50, 1957, S. 649–652
- 50 Jahre Deutsche Gesellschaft für Urologie, in: Zeitschrift für Urologie, Sonderband  „Wiener Kongreßbericht“, Leipzig 1957, S. 13–21
- 10 Jahre Urologische Klinik Aachen, in: Der Krankenhausarzt Nr. 33, 1960, S. 75–77
- Erinnerungen an Otto Ringleb zum 100. Geburtstag, in: Der Urologe Nr. 15, 1975, S. 119–120